# Nelson Díaz
Nelson Díaz Marmolejo (12 de janeiro de 1942) é um ex-futebolista uruguaio que atuava como defensor.
Nelson Díaz faleceu aos 76 anos, em 4 de dezembro de 2018, de acidente vascular.

## Carreira
Nelson Díaz fez parte do elenco da Seleção Uruguaia de Futebol, na Copa do Mundo de  1966. 

## Títulos
Peñarol
- Libertadores da América: 1966